# Stavenice

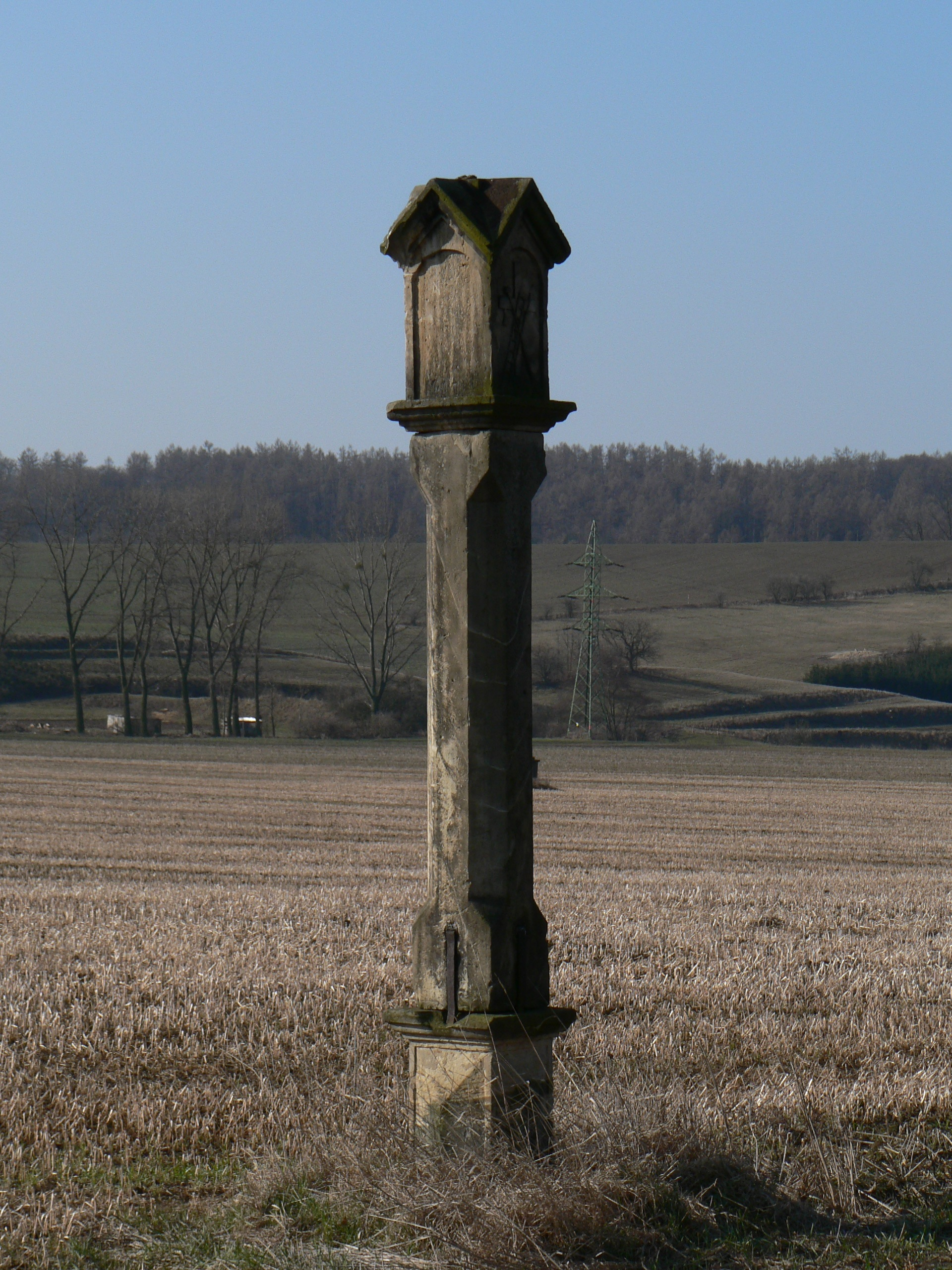
Betsäule an der Straße nach Úsov

Stavenice (deutsch Steinmetz) ist eine Gemeinde in Tschechien. Sie liegt vier Kilometer östlich von Mohelnice und gehört zum Okres Šumperk.

## Geographie
Stavenice befindet sich in der Mohelnická brázda (Müglitzer Furche) am Übergang der Úsovská vrchovina (Ausseer Hügelland) zur Hanna. Das Dorf liegt linksseitig der March zwischen den Bächen Lužní potok, Rohelnice und Doubravka (Wildbach). Westlich von Stavenice mündet die Mírovka in die March. Südlich erstreckt sich das Landschaftsschutzgebiet CHKO Litovelské Pomoraví mit dem Naturschutzgebiet Moravičanské jezero. Nordöstlich erhebt sich die Uhliská (293 m), im Süden der Bradlec (341 m) und Jelení vrch (345 m).
Nachbarorte sind Třeština im Norden, Police und Úsov im Nordosten, Hlivice im Osten, Králová im Südosten, Moravičany im Süden, Mohelnice im Südwesten, Podolíčko und Křemačov im Westen sowie Libivá und Háj im Nordwesten.

## Geschichte
In den Hügeln südlich des Ortes lassen sich slawische Grabhügel aus der Bronzezeit und auf dem Hradisko bei Moravičany eine slawische Burgstätte nachweisen. Das Dorf Stavenice ist ebenfalls eine slawische Gründung, sein Name leitet sich vom Personennamen Staven ab. Die erste schriftliche Erwähnung des zu den Müglitzer Gütern des Bistums Olmütz gehörigen Dorfes erfolgte im Jahre 1273. Ab 1344 war Stavenice Teil der Herrschaft Úsov. Im Jahre 1519 wurden dem Spital in Úsov die Einkünfte aus dem Dorf überlassen. Das älteste Ortssiegel stammt von 1758. 1783 wurde das Dorf von Müglitz nach Úsov umgepfarrt.
Nach der Aufhebung der Patrimonialherrschaften bildete Stavenice / Steinmetz ab 1850 eine Gemeinde im Bezirk Hohenstadt. Im Jahre 1900 lebten in den 42 Häusern des Dorfes 285 Menschen. 1911 nahm eine einklassige Dorfschule den Unterricht auf. 1930 hatte der Ort 254 Einwohner. 
Nach dem Münchner Abkommen wurde Steinmetz 1938 dem Deutschen Reich zugeschlagen und gehörte bis 1945 zum Landkreis Hohenstadt. 1939 hatte das Dorf 244 Einwohner. Am 8. Mai 1945 erschoss die Waffen-SS bei Steinmetz fünf Einwohner von Lesche. 
1961 wurde Stavenice dem Okres Šumperk zugeordnet. Zwischen 1976 und 1992 war das Dorf nach Úsov eingemeindet.

## Ortsgliederung
Für die Gemeinde Stavenice sind keine Ortsteile ausgewiesen.

## Sehenswürdigkeiten
- Betsäule an der Straße nach Úsov, errichtet in der zweiten Hälfte des 18. Jahrhunderts
- Betsäule in der Ortsmitte, geschaffen zum Ende des 18. Jahrhunderts
- Kreuz aus dem Jahre 1816
- Wallfahrtskapelle St. Rochus, östlich des Dorfes, gestiftet als 1624 Pestkapelle durch Anna von Liechtenstein.
- Naturschutzgebiet Moravičanské jezero, zwei große Baggerseen in der Flussaue der March, südlich des Ortes
- prähistorische Grabstätte am Velký Bradlec, die Gruppe von 15 Grabhügeln stammt aus der Zeit zwischen 1500 und 1300 v. Chr. und wird der Lausitzer Kultur zugerechnet.